# Simon van der Stel (Schiff)
Als Simon van der Stel (Kennung: D237) kam der 1952 von der Royal Navy erworbene Zerstörer Whelp in den Dienst der South African Navy (SAN). Namensgeber des Schiffes war der erste Gouverneur der niederländischen Kapkolonie, Simon van der Stel (1639–1712). Den „War Emergency Destroyer“ der W-Gruppe hatte die Royal Navy im April 1944 in Dienst gestellt. Von Oktober 1944 bis zum Kriegsende 1945 war der Zerstörer bei der Eastern Fleet und dann der British Pacific Fleet im Einsatz. Erster Offizier der Whelp war der Leutnant Prinz Philipp von Griechenland und Dänemark, später der Prinzgemahl der britischen Königin Elisabeth II.
Der Zerstörer wurde von der südafrikanischen Marine als Ausbildungsschiff eingesetzt, machte viele Ausbildungs- und Besuchsreisen und kam dabei auch wieder nach Europa. Nach Ankauf des zu einer U-Jagd-Fregatte vom „Typ 15“ umgebauten Schwesterschiffes Wrangler übernahm dieses als Fregatte Vrystaat weitgehend die Aufgaben der Simon Van der Stel. 1962 bis Februar 1964 wurde die Simon Van der Stel ähnlich wie die britischen Flottenzerstörer zu einer U-Jagd-Fregatte umgebaut, aber weiter als Zerstörer klassifiziert. Von 1968 bis 1972 diente der Zerstörer wieder als Ausbildungsschiff und kam dann zur Reserve. Eine 1975 geplante erneute Indienststellung wurde als unwirtschaftlich aufgegeben und im folgenden Jahr erfolgte der Abbruch der Simon van der Stel.

## Geschichte des Schiffes
Die Whelp war einer der acht Zerstörer der W-Gruppe (9th Emergency Flotilla) der Royal Navy. Am 3. Dezember 1941 erging der fünfte Auftrag für weitere acht Zerstörer der dritten Variante des sogenannten „War Emergency Destroyers“ an John Brown, Hawthorne, Leslie, Vickers in Barrow und Denny Brothers. Schwierigkeiten der letzteren Werft führten zum Tausch des Auftrags an Denny zur „10th Emergency Flotilla“ gegen die zwei Bauten von Fairfields aus dieser Gruppe.

### Baugeschichte
Die Kiellegung bei Hawthorn, Leslie & Co. in Hebburn bei Newcastle erfolgte unter der Baunummer 656 am 1. Mai 1942. Die Bauwerft hatte zuvor mit Pakenham (L) und Pathfinder (BauNr. 625/626) gerade zwei Zerstörer der 1. Gruppe der Kriegszerstörer abgeliefert. Mit den bereits vom Stapel gelaufenen Quilliam und Quadrant sowie der Quail (BauNr. 633–635) befanden sich drei verbesserte Zerstörer des Kriegszerstörertyps im Bau und der Bau von zwei Zerstörern des aktuelle Typs war mit Saumarez und Scorpion schon begonnen worden. Neben Zerstörern baute die Werft auch noch weitere Typen: so waren bei der Kiellegung der Whelp noch der Flugabwehrkreuzer Diadem, der Minenleger Apollo und die Geleitzerstörer Bedale (die unter polnischer Flagge als Ślązak in Dienst kam), Bicester und Blean und einige zivile Einheiten auf der Werft im Bau.

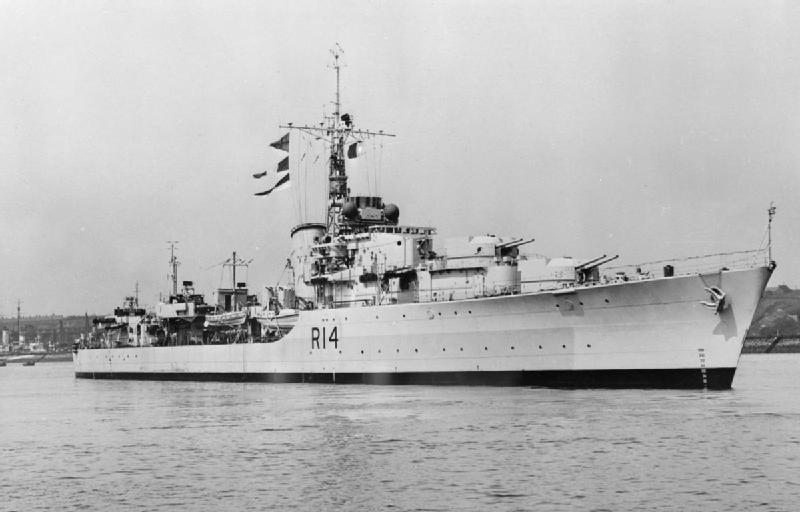
Die Armada

Die Whelp (BauNr. 656) lief dann am 3. Juni 1943 vom Stapel und wurde am 26. April 1944 von der Royal Navy übernommen. Das gleichzeitig bestellte Schwesterschiff mit der Baunummer 657 wurde am 22. Juni 1942 begonnen, lief am 30. August 1943 als Whirlwind vom Stapel und kam erst am 20. Juli 1944 nach der alliierten Invasion in der Normandie in den Dienst der Flotte. Obwohl die Royal Navy mit der „10th bis 14th Destroyer Flotilla“ noch weitere 40 ähnliche Zerstörer bauen ließ – von denen die Mehrzahl erst nach dem Kriegsende fertig wurden –, war die erprobte Werft an ihrer Fertigstellung nicht mehr beteiligt. Wie auch die nahegelegene Werft von Swan Hunter sollte auch Hawthorn, Leslie & Co. die für den Krieg im Pazifik neu entwickelten Zerstörer der Battle-Klasse fertigen. Bis zum Kriegsende konnte die Werft mit der Armada (BauNr. 658) nur ein Schiff fertig stellen, das jedoch nicht mehr zum Einsatz kam.
Die Whelp entsprach mit einer Verdrängung von 1710 tn.l. Standard (max. 2530 tn.l.), eine Länge von 110,57 m, einer Breite von 10,87 m, einem normalen Tiefgang von 4,42 m sowie der Antriebsanlage mit zwei Admiralitäts-Dampfkesseln, 40.000 PS starken Parsons-Getriebeturbinen, die auf zwei Wellen wirkten, und einer Höchstgeschwindigkeit von 36 kn den anderen Zerstörern der S- bis W-Klasse. Mit einem Vorrat von 615 tn.l. Öl hatte der Zerstörer eine Reichweite von 4675 sm bei einer Geschwindigkeit von 20 kn. Zu Beginn ihrer Dienstzeit war eine Besatzung von 179 Mann vorgesehen. Bei der Indienststellung war der Zerstörer mit vier einzelnen 12,0-cm-Mk.-IX-Kanonen und - abweichend von den meisten Zerstörern dieser Gruppe - mit einem 4,0-cm-L/39-Mk.-II-„pom-pom“-Vierling (statt des geplanten 4,0-cm-Bofors-Zwillings) bewaffnet. Dazu kamen standardmäßig vier 2,0-cm-Oerlikon-Zwillingskanonen, zwei Vierfach-Torpedorohrsätze ⌀ 53,3 cm, vier Werfer und zwei Abwurfschienen für den Einsatz der 70 bis zu 130 Wasserbomben. Auch verfügte der Zerstörer über eine Asdic-Anlage zum Aufspüren von U-Booten und vier Radargeräte für See- bzw. Luftraumüberwachung sowie die Steuerung der Geschütze. Vor dem Einsatz in Fernen Osten wurde noch eine 4,0-cm-L/60-Mk.-III-Bofors-Kanone auf der bisherigen Scheinwerferplattform installiert.

### Einsatz bei der Royal Navy
Der neue Zerstörer wurde zuerst der „3rd Destroyer Flotilla“ bei der Home Fleet in Scapa Flow zugeteilt. Während der Kämpfe im Kanal nach der alliierten Invasion in der Normandie erfolgte ein erster Einsatz der Whelp zur Versorgung der kleinen alliierten Besatzung auf Spitzbergen. Die Whelp wurde dann der „27th Destroyer Flotilla“ zugeteilt, die Großbritannien am 2. August 1944 verließ, um bei der Eastern Fleet eingesetzt zu werden. Auf dem Marsch sicherten die Zerstörer der Flottille zeitweise Einheiten, die bei der Alliierten Landung in Südfrankreich (Operation Dragoon) eingesetzt werden sollten. Am 22. September traf die Welp dann in Trincomalee auf Ceylon ein.
Mit der Operation „Millet“ wollte die Eastern Fleet von der bevorstehenden US-Landung auf Leyte ablenken. Mit der „Task Force 63“ setzten die Briten ab dem 15. Oktober drei Gruppen mit dem Schlachtkreuzer Renown als Flaggschiff und den Zerstörern Quilliam, Queenborough und der australischen Quiberon als „TG.63.1“, einer zweiten Gruppe aus den Kreuzern London, Cumberland und Suffolk sowie zwei britischen Zerstörern, der australischen Norman und der niederländischen Van Galen als „TG.63.2“ sowie „TG.63.3“ mit den Trägern Indomitable und Victorious, dem Kreuzer Phoebe als Jägerleitschiff und der Whelp sowie ihren Schwesterschiffen Wakeful, Wessex und Wager gegen die von den Japanern besetzten Nikobaren ein. Japanische Stellungen wurden von den Trägerflugzeugen bombardiert wurden und nachts von den Schweren Kreuzern beschossen. Die geplante Ablenkung gelang nicht.
Unter dem neuen Befehlshaber der Trägergruppe, Konteradmiral Philip Vian, lief erstmals am 17. November ein Kampfverband der britischen Eastern Fleet mit den Trägern Indomitable und Illustrious aus. Dieser und die folgenden Vorstöße der britischen Träger dienten der Ausbildung des neuen Verbandes, sollten aber gleichzeitig die Erdölförderung und -versorgung der japanischen Eroberer von Niederländisch-Indien stören. Erstes Ziel war Pangkalan Brandan, der Ursprungsort der niederländischen Ölindustrie auf Sumatra. Die Zerstörer der W-Gruppe waren bis auf die Wizard alle in Ceylon eingetroffen. Während Kempenfelt, Whirlwind, Wrangler, Wessex und Wakeful die Träger sicherten, begleiteten Whelp und Wager den Tanker Wave King. Der kleine Versorgungsverband marschierte getrennt an, um auf dem Rückweg notwendige Versorgungen durchzuführen. Nach der Rückkehr wurde die British Pacific Fleet (BPF) gebildet, die vor der Verlegung in den Pazifik noch weitere Angriffe aus dem Indischen Ozean gegen die ehemals niederländische Ölindustrie durchführen und ihren Schiffe und Flugzeugbesatzungen an den Einsatz in einer Trägergruppe gewöhnen sollte. Konteradmiral Vian führte am 17. und 20. Dezember 1944 mit den Trägern Indomitable und Illustrious, drei Kreuzern und den sieben vorgenannten Zerstörern der W-Klasse einschließlich Whelp einen Raid gegen die Öl-, Eisenbahn- und Hafenanlagen von Belawan-Deli im nördlichen Sumatra und einen erfolglosen Angriff auf die Einrichtungen von Medan (Sumatra) durch.
Am 4. Januar 1945 führte die Task Force 63 unter Konteradmiral Vian mit den Trägern Indomitable, Victorious, Indefatigable, vier Kreuzern sowie acht Zerstörern darunter Whelp erneut einen Raid gegen die Ölraffinerien von Pangkalan-Brandan (NO-Sumatra) durch (Operation „Lentil“). Zum Einsatz kamen Avenger-Bomber und zu deren Sicherung Hellcat- und Corsair-Jäger; nur ein Flugzeug ging verloren. Auf dem Rückmarsch wurde die Whelp entsandt, um das beschädigte Unterseeboot Shakespeare vom 8. bis 16. Januar sicher nach Trincomalee zu geleiten.
Die BPF verließ Mitte Januar 1945 endgültig Ceylon, um nach Sydney in Australien zu verlegen. Die British Pacific Fleet bestand da aus dem Schlachtschiff King George V, dem Flaggschiff Vizeadmirals Rawlings, den Trägern Indomitable, Indefatigable, Victorious und Illustrious, vier Kreuzern und elf Zerstörern der U- und W-Gruppe, darunter die Whelp. Während der Verlegung erfolgten am 24. und 29. Januar zwei weitere Angriffe auf die Ölraffinerien in Plaju nördlich von Palembang mit 105 Maschinen und mit 98 Maschinen auf Sungai Gerong nahe Palembang auf Sumatra (Operation „Meridian I & II“), deren Vollzug durch extrem schlechtes Wetter verzögert wurde. Nach dem zweiten Angriff rettete die Whelp die Besatzung einer auf dem Rückflug notgelandeten Grumman Avenger. Die Briten verloren bei den beiden Angriffen 48 Flugzeuge, konnten aber etliche Besatzungen retten. Sie schossen über 50 japanische Maschinen ab und zerstörten über 70 am Boden. Auch wurde ein japanischer Angriff auf die Flotte abgewehrt und alle Angreifer abgeschossen. Zwischen den Angriffen und danach gelangen zwei Treibstoffversorgungen auf See und am 4. Februar erreichte die BPF Fremantle und marschierte dann um Australien nach Sydney, ihrer künftigen Basis. In dessen Nähe entstanden Ausbildungseinrichtungen für die Flotte und ihre Flugzeuge.

#### Einsatz im Pazifik
Ab dem 28. Februar 1945 marschierte die BPF dann zu ihrer neu eingerichteten vorgeschobenen Basis auf Manus, wo sie am 7. März eintraf. Nach einigen Übungen marschierte der Verband am 18. März weiter nach Ulithi, wo zwei Tage später die letzten Übungen für die Eroberung Okinawas begannen. Dort schloss sich die BPF der 5. Flotte der US Navy an. Den britischen Streitkräften hatten die Amerikaner für diesen Angriff nur eine Nebenrolle zugedacht. Sie sollten die japanischen Flugplätze auf den Sakishima-Inseln zwischen Okinawa und Formosa neutralisieren, von denen Angriffe auf die alliierte Flotte und über die Verstärkungen der japanischen Luftstreitkräfte auf Okinawa erfolgen könnten. Die BPF führte ihre ersten Angriffe am 26. und 27. März durch. Nach einer Versorgung durch einen britischen Verband und Austausch zweier leicht beschädigten Sicherungszerstörer wurden die Angriffe auf Sakishima Gunto ab dem 31. März fortgesetzt. Die mit der Versorgungsgruppe eingetroffenen Zerstörer Quality und Whelp ersetzten Kempenfelt und Whirlwind in der Sicherung der Flugzeugträger.
Am 1. April 1945 begann dann die amerikanischen Invasion Okinawas, die erst am 30. Juni 1945 abgeschlossen wurde. Die britische Task Force 57 führt weiter tägliche Neutralisierungs-Raids gegen die Sakishima-Gunto-Inselgruppe und versenkte dabei auch kleinere japanische Marineschiffe. Wenn die Briten ihre Einheiten versorgten, ersetzte eine Geleitträger-Gruppe der US Navy die britischen Träger. Durch japanische Kamikaze-Angriffe wurden der Träger Indefatigable und der Zerstörer Ulster getroffen, der vom Kreuzer Gambia nach Leyte geschleppt wurde. Die durch die Kreuzer Uganda und Gambia und die Zerstörer Ursa, Urchin und Whirlwind verstärkte TF.57 griff vom 11. bis 13. April täglich Flugplätze und Einrichtungen auf Nord-Formosa an. Bei der nächsten Versorgung am 14./15. ersetzten die Formidable die Illustrious sowie die Zerstörer Kempenfelt und Wessex die Urania und Quality. Am 16./17. April erfolgten die vorerst letzten britischen Angriffe gegen Sakishima Gunto, denn der britische Verband wurde zur Auffrischung nach Leyte zurückgezogen. Am 26. April wurde die Whelp mit dem Schwesterschiff Wager aus dem Einsatzverband abgezogen, um den beschädigten Flugzeugträger Illustrious auf dem Weg nach Sydney zu sichern und zu begleiten. Dort kam der kleine Verband am 14. Mai an. Die Whelp marschierte weiter nach Melbourne, um dort überholt zu werden, was erst im Juli abgeschlossen wurde.
Nach Abschluss der notwendigen Reparaturen wurde der Zerstörer Ende Juli 1945 der inzwischen vor Japan operierenden 3. Flotte zugeteilt, in der die britische Pazifikflotte die Task Force 37 bildete. Ab dem 31. Juli begleitete die Whelp mit ihrem Schwesterschiff Wager das Schlachtschiff Duke of York mit dem britischen OB, Admiral Bruce Fraser, nach Guam zu einer Erörterung des weiteren Vorgehens U.S. Admiral Chester Nimitz, dem Oberbefehlshaber der amerikanischen Marine im Pazifik. Am 3. August war der Zerstörer wieder in der vorgezogenen Basis der britischen Pazifikflotte auf Manus. Am 7. August 1945 ging der Zerstörer mit dem Schwesterschiff Wager wieder in See, um sich als Sicherung der Duke of York anzuschließen. Der kleine Verband sollte sich der britischen Task Group 38.5 mit dem Träger Indefatigable, den Schlachtschiffen Duke of York und King George V, den Kreuzern Newfoundland und Gambia (Royal New Zealand Navy) sowie den Zerstörern Barfleur, Tenzer, Tenacious, Termagant, Terpsichore mit Napier und Nizam der Royal Australian Navy anschließen. Als die alliierte Flotte am 27. August 1945 in die Sagami-Bucht einlief, um die japanische Kapitulation entgegenzunehmen, waren mit der TG.70.9 auch noch weiteren Einheiten des Commonwealth vor Ort. Die Whelp war das erste Schiff, das in die Sagami-Bucht am 27. August einlief, vor der Duke of York und den US-amerikanischen Schlachtschiffen Iowa und Missouri. Am 2. September erfolgte dann die formale Kapitulation der Japaner. Ab dem 9. September lief der Zerstörer über Okinawa nach Hongkong, wo Admiral Fraser am 16. September die Kapitulation der dortigen japanischen Truppen entgegennahm.

#### Nachkriegsverwendung
Beim Kriegsende verblieb die Whelp in Hongkong und wurde gegen Piraten an den chinesischen Küsten eingesetzt. Am 12. November 1945 verließ der Zerstörer Hongkong, um über Darwin nach Sydney zu verlegen, wo er ab dem 24. für den Rückmarsch nach Großbritannien überholt wurde. Am 7. Dezember begann dann dieser und der Zerstörer erreichte Portsmouth am 17. Januar 1946. Die Whelp wurde außer Dienst gestellt und der Reserve zugewiesen.
Am 9. August 1947 wurde der Zerstörer wieder aktiviert und dann auf dem Portsmouth Royal Dockyard in den folgenden Monaten überholt. Der Zerstörer sollte mit den Schwesterschiffen Kempenfeldt, Wessex und Wrangler eine „South Atlantic Reserve Force“ in Simon’s Town bilden. Am 8. September 1949 wurde die Whelp im Dock beschädigt. Zu der Zeit plante die Royal Navy ihre Zerstörer zu Fregatten mit bestimmten Aufgaben umzubauen. Die Whelp sollte zu einer Flugabwehr-Fregatte vom „Type 62“ umgebaut werden; letztlich wurde auf den Bau dieser Variante aber verzichtet.

### Abgabe an Südafrika
Die Whelp wurde erstmals 1950 zusammen mit ihrem Schwesterschiff Wessex Südafrika zum Kauf angeboten. Am 25. April 1952 kaufte die Südafrikanische Union dann doch noch den Zerstörer für 420.000 £. Nach einer kurzen Überholung wurde der Zerstörer am 23. Februar 1953 übernommen und in Simon van der Stel umbenannt.
Das Schiff diente vorrangig als „Botschafter“ für sein Land auf vielen Besuchsreisen bis nach Europa und in afrikanischen Kolonien europäischer Staaten. 1954 führte der Zerstörer eine Reise von 147 Tagen nach Europa durch. Sie begann am 14. Juli in Durban und führte nach Portsmouth. Die Simon van der Stel lief über Freetown und Dakar bis zum 31. Juli nach Portsmouth. Dann besuchte der Zerstörer als erstes Schiff der südafrikanischen Marine Rotterdam, Derry und Glasgow. Am 21. Oktober begann dann der Rückmarsch des Zerstörers zusammen mit dem Küstenwachboot Gelderland (ex HMS Brayford der Ford-Klasse) nach Durban. Auf dem Rückmarsch besuchten die Südafrikaner noch Frankreich, Portugal, die Kanaren, Dakar und Französisch-Äquatorialafrika und erreichten Durban am 8. Dezember. Die Simon van der Stel hatte auf dieser Reise etwa 17.200 Seemeilen zurückgelegt. Die Rolle des Schiffes als Werbeträger für Südafrika nahm in den folgenden Jahren ab, da Südafrika wegen seiner Apartheidspolitik zunehmend isoliert wurde. Ende 1957 wurde der Zerstörer der Reserve zugeteilt. Die Aufgabe des Zerstörers übernahm die von Royal Navy angekaufte Fregatte Vrijstaat (ex Schwesterzerstörer Wrangler).
1962 begann auf der Werft der Marinebasis Simon’s Town der Umbau des Zerstörers nach dem Muster der britischen Umbauten zu U-Jagd-Fregatten der Typen 15 und 16. Die Simon van der Stel wurde nach der Umrüstung am 27. Februar 1964 wieder in Dienst gestellt. Im Rahmen der Umrüstung wurde der hintere Torpedosatz des Zerstörers entfernt. Hinter dem Schornstein wurde ein Hangar und ein Hubschrauberlandedeck aufgestellt, wo zwei Westland-Wasp-Hubschrauber Platz finden konnten. Neben dem Hangar wurden zwei Bofors-4,0-cm-Kanonen aufgestellt. Diese Geschütze wurden bald durch in den USA entwickelte Mk.32-Dreifach-U-Jagd-Torpedowerfer ⌀ 32,4 cm ersetzt. Die Artillerie-Hauptbewaffnung bestand jetzt aus zwei 10,2-mm-Mehrzweck-Zwillingskanonen, von denen ein Zwillingsturm vor der Brücke, der andere hinter dem Hubschrauberdeck nahe dem Heck aufgestellt wurde. Die Elektronik war modernisiert, die Beschaffung war aber durch das Waffenembargo gegen Südafrika beschränkt. Der Bewaffnungswechsel erhöhte die Besatzung auf 186 bis 210 Mann.
Die Simon van der Stel wurde am 27. Februar 1964 wieder als Zerstörer in Dienst gestellt. Wegen Schwierigkeiten mit der Personalgewinnung für die Marine musste der Zerstörer schon im März 1965 in die Reserve abgegeben werden. Am 17. Juni 1968 kam er dann wieder in den aktiven Dienst der südafrikanischen Marine. Nach Funktionstests übernahm der Zerstörer am 1. Oktober 1968 wieder die Aufgaben als Schulschiff der südafrikanischen Marine und besuchte noch im selben Monat das damals portugiesische Mosambik. Anfang 1972 übernahm das Schwesterschiff Jan van Riebeeck diese Aufgaben und die Simon van der Stel wurde am 27. März 1972 außer Dienst gestellt. Eine 1975 erwogene erneute Indienststellung des Zerstörers wurde als zu teuer bewertet und abgebrochen. Daraufhin wurde der Zerstörer zum Abbruch verkauft.

## Die südafrikanischen Schwesterschiffe
| Name                                            | Bauwerft                   | Kiellegung | Stapellauf | fertig     | in Dienst  | Endschicksai                                                 |
| ----------------------------------------------- | -------------------------- | ---------- | ---------- | ---------- | ---------- | ------------------------------------------------------------ |
| Jan van Riebeeck (D278) ex HMS Wessex (R78)37.  | Fairfield4. BNr. 706       | 20.08.1942 | 2.09.1943  | 11.05.1944 | 29.03.1950 | 1975 außer Dienst, als Zielschiff am 25. März 1980 versenkt  |
| Simon van der Stel (D237) ex HMS Whelp (R37)36. | Hawthorn Leslie3. BNr. 656 | 1.05.1942  | 3.06.1943  | 25.04.1944 | 23.02.1953 | 27. März 1973 außer Dienst, 1976 Abbruch                     |
| Vrystaat (F157) ex HMS Wrangler (R48)39.        | Vickers Barrow4. BNr. 834  | 23.09.1942 | 30.12.1943 | 14.07.1944 | 26.11.1956 | 1963 außer Dienst, als Zielschiff am 14. April 1976 versenkt |

Der Zerstörer Jan van Riebeeck (Kennung: D278) wurde von der South African Navy am 29. März 1950 angekauft. Der Zerstörer war als Zenith geplant worden und als Wessex (Kennung: R78) bei Fairfield Shipbuilders in Govan unter der Baunummer 706 vom Stapel gelaufen und am 11. Mai 1944 als 37. Zerstörer der S- bis W-Klasse fertiggestellt worden. Die Wessex war der vierte Zerstörer dieses Typs, den die Bauwerft ablieferte. Sie diente während des Krieges in der Eastern Fleet und dann in der British Pacific Fleet als Sicherung der dort eingesetzten Flugzeugträger. Im Dezember 1945 traf das Schiff wieder in der Heimat ein. 1947 verlegte der Zerstörer nach Simon’s Town zur South Atlantic Reserve Force. Obwohl die Royal Navy der Südafrikanischen Union den Ankauf mehrerer dieser Zerstörer anbot, kaufte die South African Navy 1950 für 450.000 £ nur die Wessex, die dann als Jan van Riebeeck in Dienst gestellt wurde. Neuer Namensgeber des Schiffes war der erste Gouverneur der niederländischen Kapkolonie, Die Jan van Riebeeck wurde dann Anfang 1953 der Reserve zugeteilt, um das vorgenannte, zusätzlich erworbene Schwesterschiff Whelp als Simon van der Stel in Dienst zu stellen.
Die Jan van Riebeeck blieb für fast 20 Jahre in der Reserve, obwohl sie zwischen 1964 und 1966 ähnlich der Simon van der Stel zu einer U-Jagd-Fregatte umgebaut wurde. Wie das Schwesterschiff weiterhin als Zerstörer bezeichnet, wurde die Jan van Riebeeck ab März 1971 nochmals überholt und umgebaut, um ab dem 12. April 1972 die Simon van der Stel als Ausbildungsschiff der südafrikanischen Marine zu ersetzen. Ende 1975 wurde das Schiff nach weiteren drei Jahren aktiver Dienstzeit wieder der Reserve zugeteilt. Am 25. März 1980 wurde die Jan van Riebeeck als Ziel eines Raketenangriffs des Schnellboots Jim Fouché (zuletzt Sekhukhuni) mit einer Skerpioen-Rakete, einer Variante der israelischen Gabriel-Rakete, getroffen. Die Versenkung des Zerstörers etwa 60 Seemeilen vor Kapstadt musste allerdings durch Artilleriefeuer erfolgen.

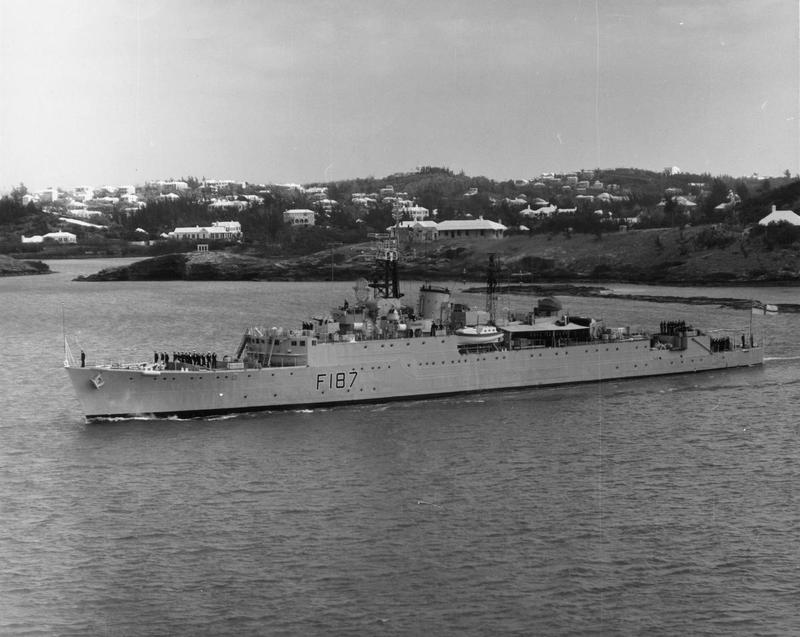
Das zur Type-15-Fregatte umgebaute Schwesterschiff Whirlwind

Am 29. November 1956 erwarb die südafrikanische Marine mit der Fregatte Vrystaat (Kennung: F157) noch ein drittes Schiff der W-Gruppe der britischen War Emergency Destroyers. Das Schiff war als Zerstörer Wrangler (Kennung: R48) bei Vickers in Barrow-in-Furness unter der Baunummer 834 als Zerstörer der W-Gruppe gebaut worden und am 14. Juli 1944 in den Dienst der Royal Navy gekommen. Der seit 1944 im Indischen und Pazifischen Ozean eingesetzte britische Flottenzerstörer hatte an der Kapitulation Japans am 2. September 1945 teilgenommen. Nach zeitweiliger Nutzung als Schulschiff war der Zerstörer von Juni 1951 bis zum 10. März 1953 von Harland & Wolff in Belfast zu einer schnellen U-Jagdfregatte vom Typ 15 umgebaut worden. Die Wrangler wurde bei der Indienstnahme durch die südafrikanische Marine in Vrystaat umbenannt. Das Schiff übernahm die Ausbildungsaufgaben der Simon van der Stel und besuchte bei ihrer Ausbildungsaufgabe viele ausländische Häfen. Massive Korrosionsprobleme erzwangen schon 1963 die Außerdienststellung der Vrystaat, die dann 1976 als Ziel durch ein südafrikanisches U-Boot versenkt wurde.